# Station Heilles-Mouchy
Station Heilles-Mouchy is een spoorwegstation in de Franse gemeente Heilles.